# Destiny (The-Jacksons-Album)
Destiny ist das 14. Album der US-amerikanischen Band The Jacksons und das dritte der Band, das bei Epic Records veröffentlicht wurde. Es erschien im November 1978, Produzenten waren erstmals die Jacksons selbst.

## Destiny World Tour
Die Jacksons starteten am 22. Januar die Destiny World Tour in Bremen, um für das Album zu werben. Die Tour endete nach insgesamt 121 Konzerten am 26. September 1980 in Inglewood.

## Titelliste
1. Blame It On The Boogie 3:35
2. Push Me Away 4:18
3. Things I Do For You 4:05
4. Shake Your Body (Down to the Ground) 8:00
5. Destiny 4:52
6. Bless His Soul 4:56
7. All Night Dancin‘ 6:09
8. That’s What You Get (For Being Polite) 4:57

Destiny (Expanded Version)
1. Blame It On The Boogie 3:35
2. Push Me Away 4:18
3. Things I Do For You 4:05
4. Shake Your Body (Down to the Ground) 8:00
5. Destiny 4:52
6. Bless His Soul 4:56
7. All Night Dancin‘ 6:09
8. That’s What You Get (For Being Polite) 4:57
9. Shake Your Body (Down to the Ground) (7″ Version) 3:47
10. Destiny (7″ Version) 3:46
11. Blame It On The Boogie (12″ Version – John Luongo Disco Mix) 6:58
12. Shake Your Body (Down to the Ground) (12″ Version – John Luongo Disco Mix) 8:37
13. That’s What You Get (For Being Polite) (12″ Version) 2:32
14. That’s What You Get (For Being Polite) (DJ Reverend P Edit) 8:57[1]

## Kommerzieller Erfolg

### Chartplatzierungen

#### Album
| ChartsChartplatzierungen       | Höchstplatzierung | Wochen |
| ------------------------------ | ----------------- | ------ |
| Vereinigte Staaten (Billboard) | 11 (41 Wo.)       | 41     |
| Vereinigtes Königreich (OCC)   | 33 (7 Wo.)        | 7      |

#### Singles
| Jahr | Titel                                | Höchstplatzierung, Gesamtwochen, AuszeichnungChartplatzierungen (Jahr, Titel, , Platzierungen, Wochen, Auszeichnungen, Anmerkungen) | Höchstplatzierung, Gesamtwochen, AuszeichnungChartplatzierungen (Jahr, Titel, , Platzierungen, Wochen, Auszeichnungen, Anmerkungen) | Höchstplatzierung, Gesamtwochen, AuszeichnungChartplatzierungen (Jahr, Titel, , Platzierungen, Wochen, Auszeichnungen, Anmerkungen) | Höchstplatzierung, Gesamtwochen, AuszeichnungChartplatzierungen (Jahr, Titel, , Platzierungen, Wochen, Auszeichnungen, Anmerkungen) | Anmerkungen | [↑]: gemeinsam behandelt mit vorhergehendem Eintrag; [←]: in beiden Charts platziert |
| Jahr | Titel                                | UK | US | R&B | Dance | Anmerkungen |                                                                                      |
| ---- | ------------------------------------ | --- | --- | --- | --- | --- | ------------------------------------------------------------------------------------ |
| 1978 | Blame It on the Boogie               | UK8 Platin · (15 Wo.)UK | US54 (6 Wo.)US | R&B3 (16 Wo.)R&B | Dance20 (25 Wo.)Dance | Erstveröffentlichung: August 1978 The Jacksons Autoren: Dave Jackson, Elmar Krohn, Mick Jackson Original: Mick Jackson, 1978                 |                                                                                      |
| 1978 | Shake Your Body (Down to the Ground) | UK4 Silber · (12 Wo.)UK | US7 Platin · (22 Wo.)US | R&B3 (23 Wo.)R&B[Dance: ↑] | Dance20 (25 Wo.)Dance | Erstveröffentlichung: 28. Dezember 1978 The Jacksons Autoren: Michael Jackson, Randy Jackson                                                 |                                                                                      |
| 1978 | Destiny                              | UK39 (6 Wo.)UK | — | — | — | Erstveröffentlichung: 29. Dezember 1978 The Jacksons Autoren: Michael Jackson, Randy Jackson, Jermaine Jackson, Marlon Jackson, Tito Jackson |                                                                                      |

### Auszeichnungen für Musikverkäufe
| Land/Region               | Auszeichnungen für Musikverkäufe (Land/Region, Auszeichnung, Verkäufe) | Verkäufe  |
| ------------------------- | ---------------------------------------------------------------------- | --------- |
| Kanada (MC)               | Gold                                                                   | 50.000    |
| Niederlande (NVPI)        | Gold                                                                   | 50.000    |
| Vereinigte Staaten (RIAA) | Platin                                                                 | 1.000.000 |
| Insgesamt                 | 2× Gold · 1× Platin ·                                                  | 1.100.000 |